# فلاديمير ستولنيكوف
فلاديمير ستولنيكوف (12 مارس 1934 – 30 مارس 1990) هو ملاكم من الاتحاد السوفيتي راحل، مثّل بلاده في الألعاب الأولمبية الصيفية 1956.

## روابط خارجية
فلاديمير ستولنيكوف على موقع أوليمبيديا (الإنجليزية)